# كامل عبد الرحيم
كامل عبد الرحيم (20 أكتوبر 1897 – 3 فبراير 1966)، دبلوماسي ورجل أعمال.